# Yuxarı Ləgər
Yuxarı Ləgər è un comune dell'Azerbaigian situato nel distretto di Qusar. Conta una popolazione di 533 abitanti.